# Georges Bergès
Pour les articles homonymes, voir Bergès.
Georges Bergès, né le 26 novembre 1870 à Bayonne et mort le 5 janvier 1935 à Anglet, est un peintre français.

## Biographie
Prosper Ernest Georges Bergès est le fils d'Antoine Bergès, maître boulanger, et de Catherine Hortense Langlois.
Élève d'Achille Zo, de Léon Bonnat et d'Albert Maignan, il expose au Salon à partir de 1894.
Il obtient une médaille d'argent en 1900.
En 1904, il épouse à Saint-Mandé Marie Geneviève Herminie Tournal ; Albert Maignan, Édouard Detaille et Paul Gallimard sont témoins du mariage.
En 1920, il est nommé conservateur du musée Bonnat en remplacement d'Eugène Pascau démissionnaire.
Il meurt à l'âge de 64 ans à Anglet.

## Galerie

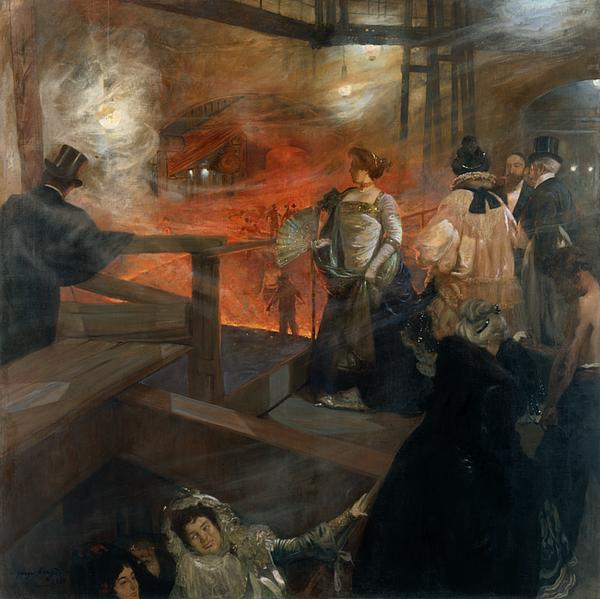
Visite à l'usine après une soirée chez le directeur, 1901.

## Distinction
- Chevalier de la Légion d'honneur (1924)